# Амур, що стоїть
«Амур, що стої́ть» (італ. Cupido-Apollo; також — «Аполло́н», «Купідо́н») — втрачена мармурова статуя амура, створена Мікеланджело Буонарроті близько 1496 —1497 рр. Існують припущення, що «Мангеттенський амур» (чи «Юний лучник») є цією статуєю.

## Історія створення
Про замовлення банкіром Якопо Ґаллі статуї «Купідона в натуральну величину» згадує Вазарі. У листі до батька[а] Мікеланджело писав, що «(…) взявся зробити фігуру для П'єро Медичі і купив мармур, але так нічого й не розпочав, бо він не виконав своєї обіцянки. Тому (…) роблю іншу фігуру для свого задоволення». Не збереглося достовірних відомостей про цю роботу, однак, вважається, що це може бути «Купідон», який зберігається у Лондонському музеї Вікторії та Альберта.

## Образ у мистецтві
Статуя побіжно згадується у романі Ірвінґа Стоуна «Муки і радості» (1961).